# Els Kindt
Els Kindt, née le 12 mai 1971 à Roulers est une femme politique belge flamande, membre du CD&V.
Elle est diplômée en administration publique et des sociétés; employée d'Electrabel.
Elle fut collaboratrice politique du CD&V (1998 - 2000); fonctionnaire (2006-2007), puis chef de cabinet (2007-2012) à la ville d'Anvers.

## Fonctions politiques
- 2006-2012 : conseillère provinciale de Flandre occidentale
- 2006-  : premier échevin à Lichtervelde
- députée au Parlement flamand :
  - du 1 février 2012 au 25 mai 2014